# Jari Sinkari

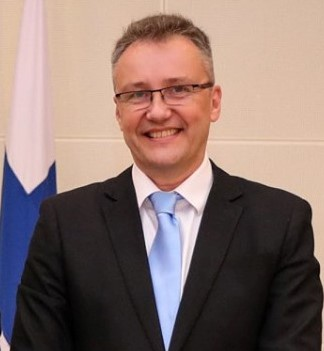
Jari Sinkari (2019)

Jari Pekka Sinkari (* 14. März 1964) ist ein finnischer Diplomat.

## Werdegang
Sinkari erhielt 1994 an der Universität Helsinki einen Master of Science in Politikgeschichte. Bis 1997 war er Mitherausgeber des Universitätsmagazins Yliopisto, das sich mit Wissenschaft, höhere Bildung und Kultur befasste.
Von 1997 bis 1998 war Sinkari Attaché bei der Abteilung für Entwicklungszusammenarbeit und externe Wirtschaftsbeziehungen, dann von 1998 bis 2001 zweiter Sekretär der finnischen Botschaft in Tokio (Japan). Es folgte von 2001 bis 2005 das Amt des stellvertretenden Generalkonsuls in New York und von 2005 bis 2007 des Desk Officers für Japan, den Koreas und Ozeaniens im Außenministerium bei der Abteilung Asien und Ozeanien. Von 2007 bis 2010 war Sinkari Berater und Redakteur der Kauppapolitiikka, eines Magazins zur Handelspolitik und verantwortlich für die Kommunikation zu handelspolitischen Fragen mit finnischen Interessenvertretern im Außenministerium. Dem folgte 2010 der Posten als Direktor der Abteilung für Kommunikation im Außenministerium, bevor Sinkari 2011 stellvertretender Generaldirektor der Abteilung für Kommunikation und Kultur wurde.
Von 2014 bis 2018 war Sinkari finnischer Generalkonsul für Hongkong und Macau. Am 1. September 2018 wurde er zum finnischen Botschafter in Jakarta ernannt. Am 8. November 2018 übergab Sinkari seine Akkreditierung für Indonesien, am 19. Februar 2019 für die ASEAN und am 16. Juli 2019 für Osttimor.

## Sonstiges
Sinkari ist mit Caroline Gasmi-Sinkari verheiratet und hat zwei Kinder.